# رشا الشويخ
رشا الشويخ (19 أكتوبر 1985 -)، ممثلة بحرينية.

## عن حياتها
وهي الأخت التوأم للممثلة رنا الشويخ وقد شاركت أختها في بعض الأعمال مثل مسلسل صور من الحياة.

## أعمالها

### في التلفزيون
- صور من الحياة.

## روابط خارجية
- رشا الشويخ على موقع قاعدة بيانات الأفلام العربية